# خوان آنتونیو سنیور

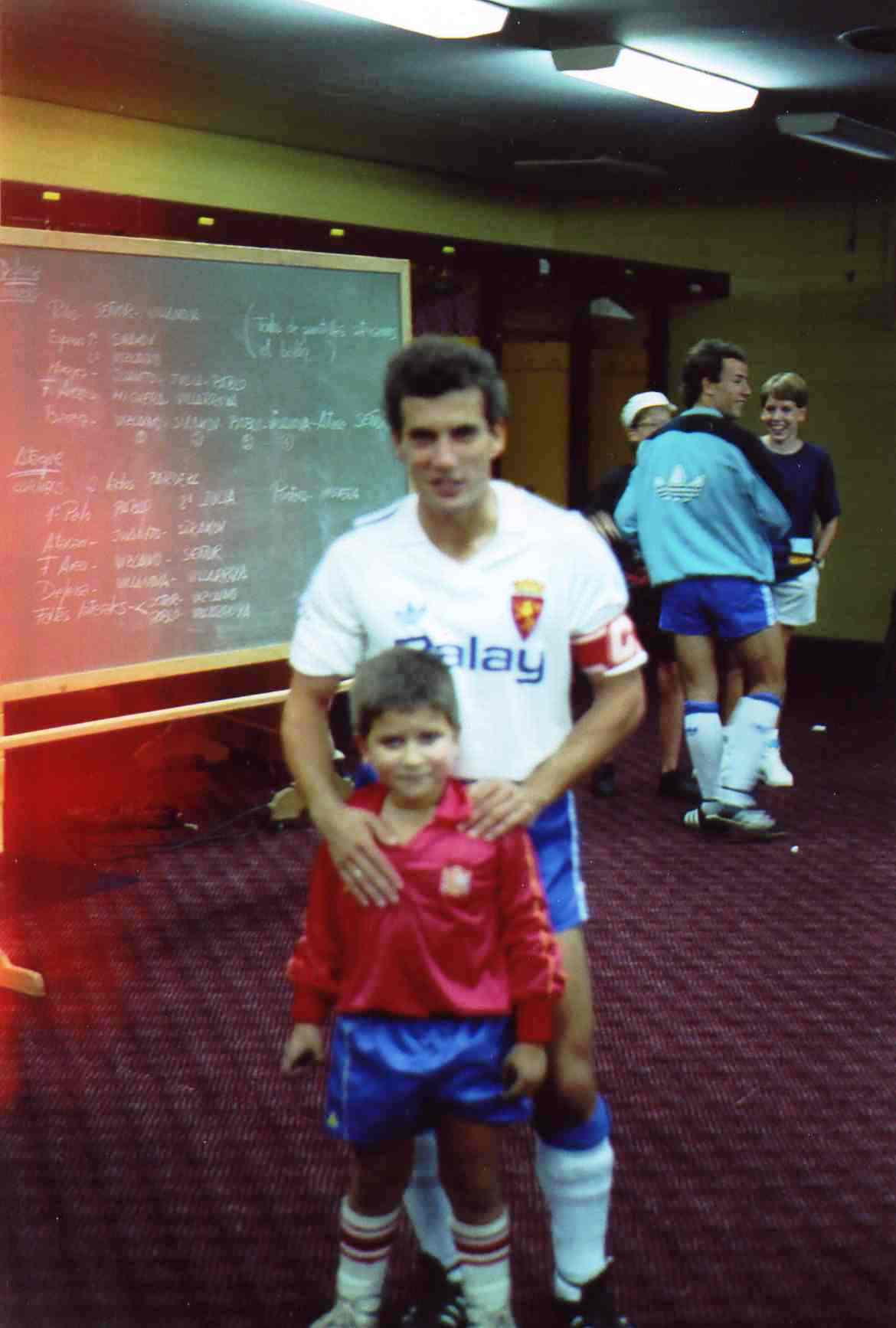
خوان آنتونیو سنیور

خوان آنتونیو سنیور (به اسپانیایی: Juan Antonio Señor) بازیکن فوتبال اهل اسپانیا است که از سال ۱۹۸۲ تا ۱۹۸۸ میلادی عضو تیم ملی فوتبال اسپانیا بوده و در ۴۱ بازی ملی حضور داشته‌است. او در بازی‌های ملی‌اش ۶ گل به ثمر رساند.